# Grossa de Cap d'Any

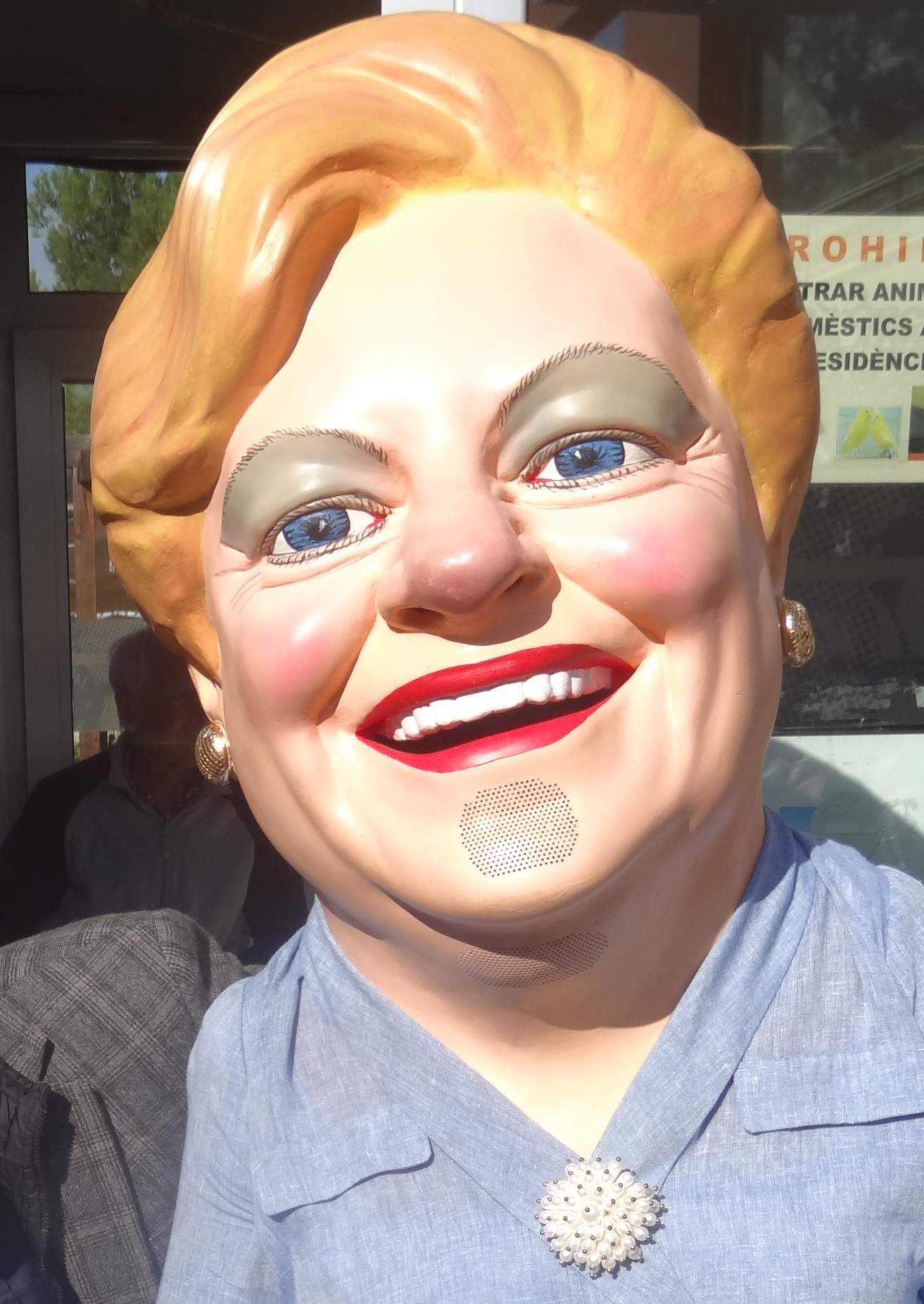
Capgròs de la Grossa, imitant la fesomia de Roser Arenas, que va ser jutgessa de pau a Alella i que sempre va estar molt implicada en la vida associativa del municipi.

La Grossa de Cap d'Any és una rifa creada per Loteria de Catalunya i que se celebra en Cap d'Any des de 2013. L'organisme que se n'encarrega és l'Entitat Autònoma de Jocs i Apostes (EAJA), creada l'any 1986. L'objectiu de la Generalitat de Catalunya amb aquest sorteig és atraure part dels beneficis que aconsegueix la rifa espanyola, ja que se celebra entre la Grossa de Nadal (22 de desembre) i del sorteig del Nen (6 de gener). Iniciada el 2013, Catalunya es va convertir en la primera comunitat autònoma a tenir la seva pròpia loteria nadalenca.

## Característiques
Cada butlleta té un preu entre 5 i 10 euros i es pot comprar als 2.200 punts de venda habituals de Loteria de Catalunya (estancs, quioscs, tavernes i altres establiments comercials de Catalunya) així com a uns 25.000 comerços de la Confederació de Comerç de Catalunya. Es calcula que entre un 16% i un 20% dels ingressos es destinen a programes per a infants i adolescents, en el marc de les mesures establertes en el Pacte Nacional per a la Infància, i un 70% és destinat per pagar els premis. En l'edició de 2013, els premiats van rebre 100.000 euros per butlleta, un premi de 20.000 euros per euro jugat, el mateix que a la Grossa de Nadal espanyola. El segon premi fou de 6.500 euros per euro invertit, i el tercer de 3.000 euros per cada euro.
Des del 2014 la Grossa de Cap d'Any es pot comprar per internet, sumant-se als punts de venda habituals. El nou aplicatiu permet elegir un nombre concret, una terminació o diferents combinacions de números, així com fer una tria a l'atzar.

## Història

### Inicis
L'anunci de la creació d'aquesta loteria es va fer en el mes d'agost de 2013. Les butlletes per al primer sorteig es van posar a la venda el 24 de setembre de 2013, coincidint amb la Festa Major de Barcelona, i en tan sols deu dies es van recaptar 6,2 milions d'euros. A mitjans de novembre de 2013 ja s'havien venut més de 20 milions d'euros.

### 2013
El sorteig de 2013 es va dur a terme a la Sala Gran del Teatre Nacional de Catalunya en un acte que va durar uns 30 minuts i que va repartir prop de 16 milions d'euros. El número de la Grossa, premiat amb 100.000 euros el bitllet, va ser el 03.473, venut a Lliçà d'Amunt. La segona sèrie del número no es va vendre i l'import del premi corresponent es va sumar al total destinat al Departament de Benestar Social i Família. El segon premi, el 77.879, va caure a l'Escala i a Tarragona. El tercer premi, el 88.297, es va vendre a Barcelona i a Cardona.

### 2014
Per a l'edició de 2014 es varen poder comprar els dècims a través d'Internet, de la mateixa manera que les entitats també podien vendre participacions. El preu dels dècims es va mantenir a 5 euros i es varen posar a la venda 50 milions d'euros (100 sèries per número), 20 milions d'euros més que l'any anterior. El número de la Grossa, premiat amb 100.000 euros el bitllet, va ser el 91.614, no es va vendre enlloc i els diners es dedicaren a fons socials, adreçats a la infància, persones grans o amb discapacitat. El segon premi, el 92.484, premiat en 32.500 euros els bitllet, va caure a Sant Vicenç dels Horts. El tercer premi, el 35.494, premiat en 15.000 euros el bitllet, es va vendre íntegrament per internet. El quart premi, el 87.675, premiat en 5.000 euros el bitllet, es va vendre a Barcelona i a Rubí. I el cinquè premi, el 01.486, premiat en 2.500 euros el bitllet, es va vendre a Terrassa.

### 2015

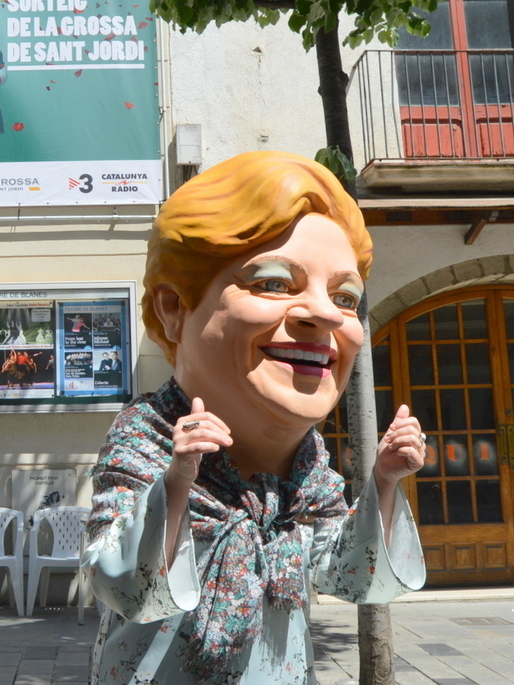
Blanes va apadrinar el primer sorteig de la Grossa de Sant Jordi.

Per evitar que el premi quedi desert, des de l'any 2015 Loteries de Catalunya ha fet diversos canvis. Per començar, hi ha menys números; això significa més de possibilitats que toqui i menys risc que el primer premi torni a quedar desert. També ha canviat la manera de distribuir els números. Cada número compta amb quatre llibrets de 20 bitllets cadascun i fins que no s'ha distribuït el primer llibret de tots els números (els primers 20 bitllets de cada número) no ha sortit el següent llibret.

### 2017
L'any 2017 comença una nova edició de "La Grossa" que és anomenada Grossa de Sant Jordi. Assoleix el seu record en vendes de La Grossa de Cap d'any amb més de 31 milions d'euros, un 23% més que l'any anterior. El sorteig de La Grossa de Cap d'any del 2017, va caure a Vilassar de Mar i a Campdorà. Per primer cop a la història La Grossa de Campdorà va ser el primer punt de venda en repartir dos anys consecutius dos grans premis. Al 2016 va donar el segon premi amb 2,6 milions d'euros i l'any 2017 va repartir el primer premi per valor de 8 milions d'euros. Com l'any 2016 el premi no es va quedar al petit poble de Campdorà, es va vendre pel seu portal web a l'entitat dels pastorets de Merola.

### 2018
El preu de la butlleta augmenta a 10 € també es doblen els premis, es afegit un segon quart premi (2 en total) i dos cinquens premis (3 en total). Hi ha un total de 8 grans premis.

### 2019
La Grossa de Sant Jordi inclou un gran premi extraordinari de 3.000.000 € a un únic guanyador del número més sèrie. Apareix La Grossa de Sant Joan.

### 2021
Apareix La Grossa de la Diada.

## Premiats

### La Grossa de Cap d'Any (2013 - fins actualitat)
| Any  | Primer premi | Primer premi                               | Segon premi | Segon premi                                                          | Tercer premi | Tercer premi                                                    | Quart premi | Quart premi       | Quart premi                                  | Quart premi                                          | Cinquè premi | Cinquè premi                      | Cinquè premi | Cinquè premi     | Cinquè premi | Cinquè premi                                            |
| Any  | Núm.         | Venut a                                    | Núm.        | Venut a                                                              | Núm.         | Venut a                                                         | Núm.        | Venut a           | Núm.                                         | Venut a                                              | Núm.         | Venut a                           | Núm.         | Venuta           | Núm.         | Venut a                                                 |
| ---- | ------------ | ------------------------------------------ | ----------- | -------------------------------------------------------------------- | ------------ | --------------------------------------------------------------- | ----------- | ----------------- | -------------------------------------------- | ---------------------------------------------------- | ------------ | --------------------------------- | ------------ | ---------------- | ------------ | ------------------------------------------------------- |
| 2020 | 35.208       | Barcelona i la Roca del Vallès             | 52688       | Tàrrega i Parets del Vallès                                          | 47281        | Figueres, Tortosa i Reus                                        | 20805       | Barcelona         | 20864                                        | Solsona                                              | 01733        | Sant Vicenç de Montalt i internet | 81267        | Lleida           | 56263        | Mollerussa i internet                                   |
| 2019 | 26845        | Terrassa                                   | 22418       | Sant Cugat del Vallès                                                | 85572        |                                                                 | 54265       | Vallès Occidental | 78483                                        | Badalona                                             | 62143        |                                   | 82536        |                  | 71026        |                                                         |
| 2018 | 58.499       | El Prat de Llobregat, Terrassa i Barcelona | 15.199      | Les Masies de Voltregà (Barcelona) i Sant Feliu Sasserra (Barcelona) | 11.825       | Centelles (Barcelona), Badia del Vallès (Barcelona) i Barcelona | 54.790      | Mataró i Tona     | 59.743                                       | Piera (Anoia), Valls (Alt Camp) i Salou (Tarragonès) | 46.319       | Barcelona                         | 54.825       | Valls (Alt Camp) | 64.654       | Vilanova del Vallès, Barcelona i Banyoles               |
| 2017 | 56795        | Campdorà i Vilassar de Mar                 | 64773       | Terrassa, Martorell, L'Ametlla del Vallès, Barcelona i Vic.          | 75182        | Lleida i Menàrguens                                             | 32695       | 32695             | Barcelona, Figueres i Vallfogona de Balaguer | Barcelona, Figueres i Vallfogona de Balaguer         | 68211        | 68211                             | 68211        | 68211            | 68211        | Falset, Calaf i Barcelona                               |
| 2016 | 09260        | Blanes                                     | 34983       | Campdorà                                                             | 20483        | Barcelona i Reus                                                | 27470       | 27470             | Reus, Castelldefels i Vinyols i Els Arcs     | Reus, Castelldefels i Vinyols i Els Arcs             | 27719        | 27719                             | 27719        | 27719            | 27719        | Sant Feliu Sasserra, Hospitalet de Llobregat i Figueres |
| 2015 | 11168        | La Roca del Vallès                         | 69631       | Torredembarra, Barcelona i Lloret de Mar                             | 56024        | Sentmenat i Barcelona                                           | 35543       | 35543             | Vilanova i la Geltrú i Barcelona             | Vilanova i la Geltrú i Barcelona                     | 55311        | 55311                             | 55311        | 55311            | 55311        | Santa Coloma de Gramenet, Barcelona i Santa Susanna     |
| 2014 | 91614        | No venut                                   | 92484       | Sant Vicenç dels Horts                                               | 35494        | Internet                                                        | 87675       | 87675             |                                              | Barcelona i Rubí                                     | 01486        | 01486                             | 01486        | 01486            | 01486        | Terrassa                                                |
| 2013 | 03473        | Lliçà d'Amunt                              | 77879       | L'Escala i Tarragona                                                 | 88297        | Barcelona i Cardona                                             |             |                   |                                              |                                                      |              |                                   |              |                  |              |                                                         |

### Primer premi
| Categoria de premis | Bitllets guanyadors | Premi per bitllet | Total premis |
| XXXXX               | 50                  | 200.000 €         | 10.000.000 € |
| XXXXX-              | 50                  | 2.000 €           | 100.000 €    |
| XXXXX+              | 50                  | 2.000 €           | 100.000 €    |
| 0XXXX               | 350                 | 1.000 €           | 350.000 €    |
| 00XXX               | 3.600               | 250 €             | 900.000 €    |
| 000XX               | 36.000              | 35 €              | 1.260.000 €  |
| 0000X               | 359.550             | 10 €              | 3.595.500 €  |

### Segon premi
| Categoria de premis | Bitllets guanyadors | Premi per bitllet | Total premis |
| XXXXX               | 50                  | 65.000 €          | 3.250.000 €  |
| XXXXX-              | 50                  | 650 €             | 32.500 €     |
| XXXXX+              | 50                  | 650 €             | 32.500 €     |
| 0XXXX               | 350                 | 300 €             | 105.000 €    |
| 00XXX               | 3.600               | 75 €              | 270.000 €    |
| 000XX               | 36.000              | 25 €              | 900.000 €    |

### Tercer premi
| Categoria de premis | Bitllets guanyadors | Premi per bitllet | Total premis |
| XXXXX               | 50                  | 30.000 €          | 1.500.000 €  |
| XXXXX-              | 50                  | 500 €             | 25.000 €     |
| XXXXX+              | 50                  | 500 €             | 25.000 €     |
| 0XXXX               | 350                 | 200 €             | 70.000 €     |
| 00XXX               | 3.600               | 35 €              | 126.000 €    |
| 000XX               | 36.000              | 20 €              | 720.000 €    |

### Quart premi
| Categoria de premis | Bitllets guanyadors | Premi per bitllet | Total premis |
| XXXXX               | 100                 | 10.000 €          | 1.000.000 €  |
| XXXXX-              | 100                 | 200 €             | 20.000 €     |
| XXXXX+              | 100                 | 200 €             | 20.000 €     |
| 0XXXX               | 700                 | 100 €             | 70.000 €     |
| 00XXX               | 7.200               | 30 €              | 216.000 €    |
| 000XX               | 72.000              | 15 €              | 1.080.000 €  |

### Cinquè premi
| Categoria de premis | Bitllets guanyadors | Premi per bitllet | Total premis |
| XXXXX               | 150                 | 5.000 €           | 750.000 €    |
| XXXXX-              | 150                 | 150 €             | 22.500 €     |
| XXXXX+              | 150                 | 150 €             | 22.500 €     |
| 0XXXX               | 1.050               | 75 €              | 78.750 €     |
| 00XXX               | 10.800              | 25 €              | 270.000 €    |
| 000XX               | 108.000             | 10 €              | 1.080.000 €  |

### Taula de Premis (2013 - 2017)[23]
| PRIMER PREMI                           | PRIMER PREMI      | PRIMER PREMI          |
| -------------------------------------- | ----------------- | --------------------- |
| Xifres encertades i en el mateix ordre | Premi per € jugat | Premi per Bitllet (€) |
| XX.XXX                                 | 20.000            | 100.000               |
| Anterior                               | 200               | 1.000                 |
| Posterior                              | 200               | 1.000                 |
| 0XXXX                                  | 100               | 500                   |
| 00XXX                                  | 35                | 175                   |
| Centenes XXX00                         | 5                 | 25                    |
| 000XX                                  | 5                 | 25                    |
| 0000X                                  | 1                 | 5                     |
| SEGON PREMI                            |                   |                       |
| Xifres encertades i en el mateix ordre | Premi per € jugat | Premi per Bitllet (€) |
| XXXXX                                  | 6.500             | 32.500                |
| Anterior                               | 65                | 325                   |
| Posterior                              | 65                | 325                   |
| 0XXXX                                  | 30                | 150                   |
| 00XXX                                  | 20                | 100                   |
| Centenes XXX00                         | 5                 | 25                    |
| 000XX                                  | 2                 | 10                    |
| TERCER PREMI                           |                   |                       |
| Xifres encertades i en el mateix ordre | Premi per € jugat | Premi per Bitllet (€) |
| XXXXX                                  | 3.000             | 15.000                |
| Anterior                               | 50                | 250                   |
| Posterior                              | 50                | 250                   |
| 0XXXX                                  | 20                | 100                   |
| 00XXX                                  | 10                | 50                    |
| Centenes XXX00                         | 5                 | 25                    |
| 000XX                                  | 1                 | 5                     |
| QUART PREMI                            |                   |                       |
| Xifres encertades i en el mateix ordre | Premi per € jugat | Premi per Bitllet (€) |
| XXXXX                                  | 1.000             | 5.000                 |
| Anterior                               | 20                | 100                   |
| Posterior                              | 20                | 100                   |
| 0XXXX                                  | 10                | 50                    |
| 00XXX                                  | 5                 | 25                    |
| Centenes XXX00                         | 5                 | 25                    |
| 000XX                                  | 1                 | 5                     |
| CINQUÈ PREMI                           |                   |                       |
| Xifres encertades i en el mateix ordre | Premi per € jugat | Premi per Bitllet (€) |
| XXXXX                                  | 500               | 2.500                 |
| Anterior                               | 15                | 75                    |
| Posterior                              | 15                | 75                    |
| 0XXXX                                  | 10                | 50                    |
| 00XXX                                  | 5                 | 25                    |
| Centenes XXX00                         | 5                 | 25                    |
| 000XX                                  | 1                 | 5                     |

### Distribució dels premis
| Ranking | Ciutat                   | Primer premi   | Segon premi           | Tercer premi           | Quart premi      | Cinquè premi                | Nº Cops premiats | Punts |
| ------- | ------------------------ | -------------- | --------------------- | ---------------------- | ---------------- | --------------------------- | ---------------- | ----- |
| 1       | Barcelona                | 2017(SJ), 2018 | 2015, 2017, 2017(SJ), | 2013, 2015, 2016, 2018 | 2014, 2015, 2017 | 2015, 2017 (SJ), 2017, 2018 | 17               | 44    |
| 2       | Terrassa                 | 2018           | 2017                  |                        |                  | 2014                        | 3                | 10    |
| 3       | Campdorà                 | 2017           | 2016                  |                        |                  |                             | 2                | 9     |
| 4       | Girona                   | 2017(SJ)       |                       |                        |                  |                             | 1                | 5     |
| -       | Blanes                   | 2016           |                       |                        |                  |                             | 1                | 5     |
| -       | La Roca del Vallès       | 2015           |                       |                        |                  |                             | 1                | 5     |
| -       | Lliçà de Munt            | 2013           |                       |                        |                  |                             | 1                | 5     |
| -       | Reus                     |                |                       | 2016                   | 2016             |                             | 2                | 5     |
|         |                          |                |                       |                        |                  |                             |                  |       |
| -       | Vilassar de Mar          | 2017           |                       |                        |                  |                             | 1                | 5     |
| -       | Prat del Llobregat       | 2018           |                       |                        |                  |                             |                  |       |
| 5       | Torredembarra            |                | 2015                  |                        |                  |                             | 1                | 4     |
| -       | Lloret de Mar            |                | 2015                  |                        |                  |                             | 1                | 4     |
| -       | Sant Vicenç dels Horts   |                | 2014                  |                        |                  |                             | 1                | 4     |
| -       | L'Escala                 |                | 2013                  |                        |                  |                             | 1                | 4     |
| -       | Tarragona                |                | 2013                  |                        |                  |                             | 1                | 4     |
| -       | Martorell                |                | 2017                  |                        |                  |                             | 1                | 4     |
| -       | L'Ametlla del Vallès     |                | 2017                  |                        |                  |                             | 1                | 4     |
| -       | Vic                      |                | 2017                  |                        |                  |                             | 1                | 4     |
|         | Sant Feliu Sasserra      |                | 2018                  |                        |                  |                             | 1                | 4     |
|         | Les Masies de Voltregà   |                | 2018                  |                        |                  |                             | 1                | 4     |
| 6       | Pont de Suert            |                |                       | 2017(SJ)               |                  |                             | 1                | 3     |
| -       | Hospitalet de Llobregat  |                |                       |                        | 2017(SJ)         | 2016                        | 2                | 3     |
| -       | Sentmenat                |                |                       | 2015                   |                  |                             | 1                | 3     |
| -       | Internet                 |                |                       | 2014                   |                  |                             | 1                | 3     |
| -       | Cardona                  |                |                       | 2013                   |                  |                             | 1                | 3     |
| -       | Figueres                 |                |                       |                        | 2017             | 2016                        | 2                | 3     |
| -       | Lleida                   |                |                       | 2017                   |                  |                             | 1                | 3     |
| -       | Menàrgues                |                |                       | 2017                   |                  |                             | 1                | 3     |
|         | Centelles                |                |                       | 2018                   |                  |                             | 1                | 3     |
|         | Badia del Vallès         |                |                       | 2018                   |                  |                             | 1                | 3     |
|         | Valls                    |                |                       |                        | 2018             | 2018                        | 2                | 3     |
| 7       | Castelldefels            |                |                       |                        | 2016             |                             | 1                | 2     |
| -       | Vinyols                  |                |                       |                        | 2016             |                             | 1                | 2     |
| -       | Els Arcs                 |                |                       |                        | 2016             |                             | 1                | 2     |
| -       | Vilanova i la Geltrú     |                |                       |                        | 2015             |                             | 1                | 2     |
| -       | Rubí                     |                |                       |                        | 2014             |                             | 1                | 2     |
| -       | Vallfogona de Balaguer   |                |                       |                        | 2017             |                             | 1                | 2     |
|         | Piera                    |                |                       |                        | 2018             |                             | 1                | 2     |
|         | Salou                    |                |                       |                        | 2018             |                             | 1                | 2     |
| 8       | Sant Feliu Sasserra      |                |                       |                        |                  | 2016                        | 1                | 1     |
| -       | Santa Coloma de Gramenet |                |                       |                        |                  | 2015                        | 1                | 1     |
| -       | Santa Susanna            |                |                       |                        |                  | 2015                        | 1                | 1     |
| -       | Falset                   |                |                       |                        |                  | 2017                        | 1                | 1     |
| -       | Calaf                    |                |                       |                        |                  | 2017                        | 1                | 1     |
| -       | Banyoles                 |                |                       |                        |                  | 2018                        | 1                | 1     |
| -       | Vilanova del Vallès      |                |                       |                        |                  | 2018                        | 1                | 1     |

Els punts estan distribuïts en la següent manera:
| Premi        | Punts |
| ------------ | ----- |
| Primer premi | 5     |
| Segon premi  | 4     |
| Tercer premi | 3     |
| Quart premi  | 2     |
| Cinquè premi | 1     |

Els premis de Sant Jordi estant marcats amb (SJ)

## Recaptació i premis pagats
| Any   | Recaptació              |                | Premis pagats          | Observacions                                                                                          |
| ----- | ----------------------- | -------------- | ---------------------- | --- |
| 2013  | 25,28 milions d'euros   | -              | 15,66 milions d'euros  | Primera celebració del sorteig.                                                                       |
| 2014  | 23,9 milions d'euros    | 1,38 milions   | 13,2 milions d'euros   | Primer premi sense encertant.                                                                         |
| 2015  | 22,9 milions d'euros    | 1,00 milions   | 15,1 milions d'euros   | |
| 2016  | 20,5 milions d'euros    | 2,40 milions   | Sense dades            | Any amb menys recaptació                                                                              |
| 2017  | 34,358 milions d'euros  | 13,858 milions | 27,105 milions d'euros | Rècord de recaptació gràcies a l'aparició de la Grossa de Sant Jordi.                                 |
| 2018  | 36,995 milions d'euros  | -              | 27,996 milions d'euros | La butlleta val 10 € i no 5 € com en anys anteriors.                                                  |
| 2019  | 39,449 milions d'euros  | -              | 23,857 milions d'euros | Apareix la Grossa de Sant Joan                                                                        |
| 2020  | 30,662 milions d'euros  | -              | 14,619 milions d'euros | Apareix La Grossa del Divendres i no es juga la Grossa de Sant Joan per culpa la pandèmia del Covid19 |
| 2021  | Sense dades             |                | Sense dades            | Apareix La Grossa de estiu i desapareix definitivament La Grossa de Sant Joan                         |
| Total | 126,938 milions d'euros |                | 43,96 milions d'euros  | |

## Imatge

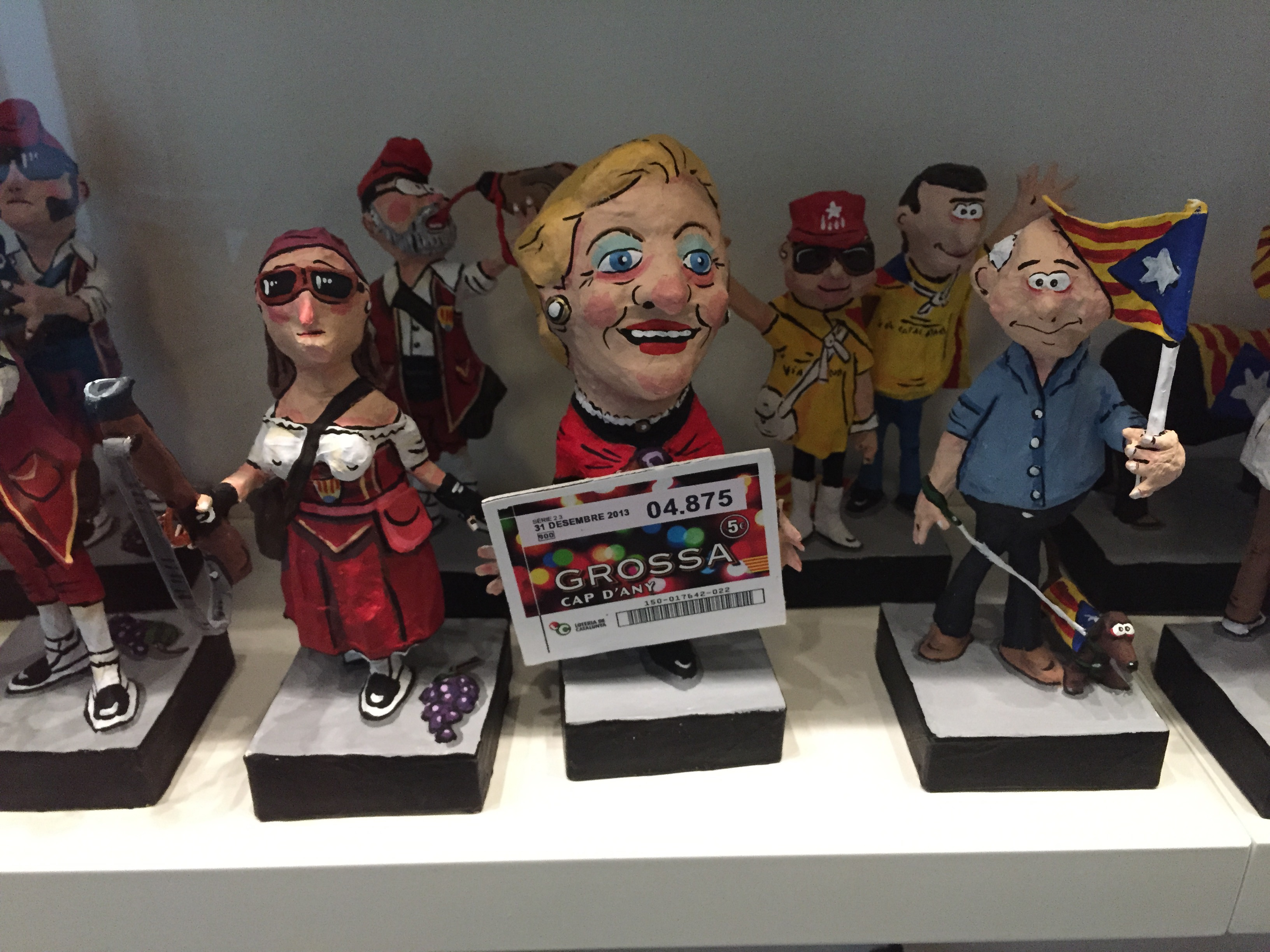
Ninot de la Grossa exposat a les sales renovades del Museu etnològic de Barcelona.

Per promocionar la Grossa, es va fer servir un capgròs d'Alella, inspirat en Roser Arenas, exjutgessa de pau al municipi entre 1998 i 2007. El capgròs original es va fer el 1986, imitant la fesomia d'Arenas, i es va disparar la seva popularitat amb motiu de la campanya de 2013. Arenas va morir a finals d'agost de 2014 i el seu funeral fou el 30 d'agost a l'església de Sant Feliu d'Alella. En aquest mateix any, a la nova campanya de publicitat s'hi va incorporar l'actriu britànica Mary Reynolds, que en la vida real és la doble oficial de la reina Isabel d'Anglaterra. La campanya d'ambdós anys fou realitzada per l'agència de publicitat Vainilla, fundada per Francesc Tarré. La gala de 2014 fou presentada per Helena Garcia Melero i Marc Giró.
La imatge de 2015 fou Eduard Punset.
L'any 2016 la cançó de l'anunci va agafar una recepció molt positiva del públic, el cantant és Mel Semé, un músic cubà, fill de pares haitians, que viu a Barcelona des de l'any 2003.